# Pseudonautia regilla
Pseudonautia regilla är en insektsart som beskrevs av Marius Descamps 1983. Pseudonautia regilla ingår i släktet Pseudonautia och familjen Romaleidae. Inga underarter finns listade i Catalogue of Life.